# Consorti dei sovrani di Parma
Questa è una lista delle consorti e dei consorti dei sovrani che governarono sul ducato di Parma e Piacenza, dalla sua creazione nel 1545 al 1859. Dal 1537 fino al 1649 furono anche duchesse di Castro mentre dal 1748 al 1847 furono anche duchesse di Guastalla. Tra il 1808 e il 1814 il titolo venne abolito in seguito all'annessione francese e venne ripristinato solo dopo il Congresso di Vienna.

## Duchesse / duchi consorti di Parma

### Farnese (1545–1731)
| Ritratto | Nome (nascita–morte)                                              | Data del matrimonio | Regno                               | Regno                              | Padre (Dinastia)                                                | Consorte    |
| Ritratto | Nome (nascita–morte)                                              | Data del matrimonio | Inizio                              | Fine                               | Padre (Dinastia)                                                | Consorte    |
| -------- | ----------------------------------------------------------------- | ------------------- | ----------------------------------- | ---------------------------------- | --------------------------------------------------------------- | ----------- |
|          | Gerolama Orsini (1504 – 1570)                                     | 1519                | 19 agosto 1545 ascesa del marito    | 10 settembre 1547 morte del marito | Luigi Orsini, conte di Pitigliano (Orsini)                      | Pier Luigi  |
|          | Margherita d'Austria (28 dicembre 1522 – 18 gennaio 1586)         | 4 novembre 1538     | 10 settembre 1547 ascesa del marito | 18 gennaio 1586                    | Carlo V, imperatore del Sacro Romano Impero (Asburgo)           | Ottavio     |
|          | Margherita Aldobrandini (marzo 1586 – 9 agosto 1646)              | 7 maggio 1600       | 7 maggio 1600                       | 5 marzo 1622 morte del marito      | Gian Francesco Aldobrandini, principe di Rossano (Aldobrandini) | Ranuccio I  |
|          | Margherita de' Medici (31 maggio 1612 – 6 febbraio 1679)          | 11 ottobre 1628     | 11 ottobre 1628                     | 11 settembre 1646 morte del marito | Cosimo II de' Medici, granduca di Toscana (Medici)              | Odoardo     |
|          | Margherita Violante di Savoia (15 novembre 1635 – 29 aprile 1663) | 29 aprile 1660      | 29 aprile 1660                      | 29 aprile 1663                     | Vittorio Amedeo I, duca di Savoia (Savoia)                      | Ranuccio II |
|          | Isabella d'Este (3 ottobre 1635 – 17 agosto 1666)                 | 18 febbraio 1664    | 18 febbraio 1664                    | 17 agosto 1666                     | Francesco I d'Este, duca di Modena (Este)                       | Ranuccio II |
|          | Maria d'Este (8 dicembre 1644 – 20 agosto 1684)                   | 1º ottobre 1668     | 1º ottobre 1668                     | 20 agosto 1684                     | Francesco I d'Este, duca di Modena (Este)                       | Ranuccio II |
|          | Dorotea Sofia di Neuburg (5 luglio 1670 – 15 settembre 1748)      | 7 dicembre 1695     | 7 dicembre 1695                     | 26 maggio 1727 morte del marito    | Filippo Guglielmo, Elettore Palatino (Wittelsbach)              | Francesco   |
|          | Enrichetta d'Este (27 maggio 1702 – 30 gennaio 1777)              | 26 febbraio 1727    | 26 maggio 1727 ascesa del marito    | 20 gennaio 1731 morte del marito   | Rinaldo d'Este, duca di Modena (Este)                           | Antonio     |

### Asburgo (1735–1748)
| Ritratto | Nome (nascita–morte)                                                                                                   | Data del matrimonio | Regno                               | Regno                                    | Padre (Dinastia)                                   | Consorte     |
| Ritratto | Nome (nascita–morte)                                                                                                   | Data del matrimonio | Inizio                              | Fine                                     | Padre (Dinastia)                                   | Consorte     |
| -------- | --- | ------------------- | ----------------------------------- | ---------------------------------------- | -------------------------------------------------- | ------------ |
|          | Elisabetta Cristina di Brunswick-Wolfenbüttel (28 agosto 1691 – 21 dicembre 1750)                                      | 1º agosto 1708      | 3 ottobre 1735 ascesa del marito    | 20 ottobre 1740 morte del marito         | Luigi Rodolfo, duca di Brunswick-Lüneburg (Guelfi) | Carlo VI     |
|          | Francesco Stefano di Lorena Imperatore del Sacro Romano Impero, Granduca di Toscana (8 dicembre 1708 – 18 agosto 1765) | 12 febbraio 1736    | 20 ottobre 1740 ascesa della moglie | 18 ottobre 1748 abdicazione della moglie | Leopoldo I, duca di Lorena (Lorena)                | Maria Teresa |

### Borbone di Parma (1748–1802)
| Ritratto | Nome (nascita–morte)                                           | Data del matrimonio | Regno                             | Regno                           | Padre (Dinastia)                                                 | Consorte     |
| Ritratto | Nome (nascita–morte)                                           | Data del matrimonio | Inizio                            | Fine                            | Padre (Dinastia)                                                 | Consorte     |
| -------- | -------------------------------------------------------------- | ------------------- | --------------------------------- | ------------------------------- | ---------------------------------------------------------------- | ------------ |
|          | Luisa Elisabetta di Francia (14 agosto 1727 – 6 dicembre 1759) | 25 ottobre 1739     | 18 ottobre 1748 ascesa del marito | 6 dicembre 1759                 | Luigi XV, re di Francia (Borbone di Francia)                     | Filippo I    |
|          | Maria Amalia d'Austria (26 febbraio 1746 – 18 giugno 1806)     | 19 luglio 1768      | 19 luglio 1768                    | 9 ottobre 1802 morte del marito | Francesco I, imperatore del Sacro Romano Impero (Asburgo-Lorena) | Ferdinando I |

### Asburgo-Lorena (1814–1847)
Il primo marito della duchessa Maria Luigia, Napoleone Bonaparte, era stato confinato sull'isola di Sant'Elena dalla settima coalizione. Dopo la morte di Napoleone, Maria Luigia contrasse altri due matrimoni: il primo con Adam Albert von Neipperg e il secondo con Charles-René de Bombelles, ma si trattò in entrambi i casi di unioni morganatiche e di conseguenza i mariti non furono considerati duchi consorti.

### Borbone di Parma (1847–1859)
| Ritratto | Nome (nascita–morte)                                          | Data del matrimonio | Regno                              | Regno                                 | Padre (Dinastia)                                     | Consorte  |
| Ritratto | Nome (nascita–morte)                                          | Data del matrimonio | Inizio                             | Fine                                  | Padre (Dinastia)                                     | Consorte  |
| -------- | ------------------------------------------------------------- | ------------------- | ---------------------------------- | ------------------------------------- | ---------------------------------------------------- | --------- |
|          | Maria Teresa di Savoia (19 settembre 1803 – 16 luglio 1879)   | 5 settembre 1820    | 17 dicembre 1847 ascesa del marito | 19 aprile 1849 abdicazione del marito | Vittorio Emanuele I, re di Sardegna (Savoia)         | Carlo II  |
|          | Luisa Maria di Francia (21 settembre 1819 – 1º febbraio 1864) | 10 novembre 1845    | 19 aprile 1849 ascesa del marito   | 27 marzo 1854 morte del marito        | Carlo Ferdinando, duca di Berry (Borbone di Francia) | Carlo III |

## Principesse Ereditarie di Parma
Le Principesse Ereditarie di Parma erano mogli dei principi ereditari di Parma prossimi al trono, ma che morirono prima dell'ascesa ducale del marito.

### Farnese
| Ritratto | Nome (nascita–morte)                                     | Data del matrimonio | Periodo          | Periodo          | Padre (Dinastia)      | Consorte   |
| Ritratto | Nome (nascita–morte)                                     | Data del matrimonio | Inizio           | Fine             | Padre (Dinastia)      | Consorte   |
| -------- | -------------------------------------------------------- | ------------------- | ---------------- | ---------------- | --------------------- | ---------- |
|          | Maria del Portogallo (12 agosto 1538 – 7 settembre 1577) | 11 novembre 1565    | 11 novembre 1565 | 7 settembre 1577 | Eduardo d'Aviz (Aviz) | Alessandro |